# Giuseppe Fabris
Giuseppe Fabris (Thiene, 6 maggio 1936 – 1º aprile 2013) è stato un calciatore italiano, di ruolo centrocampista.

## Carriera
Giuseppe Fabris detto "Gemple", mediano laterale, disputa il campionato di Serie A 1958-1959 con il Lanerossi Vicenza debuttando in massima serie il 5 aprile 1959 in occasione della sconfitta esterna contro l'Alessandria e collezionando 8 presenze in quella stagione, chiusa dai veneti al settimo posto.
Successivamente passa alla Reggiana in Serie B, per poi terminare la carriera da professionista giocando tre campionati di Serie C con la maglia del Pescara.
Alla fine degli anni sessanta si dedicò come allenatore delle giovanili dell'AC Thiene in coppia con Franco Meneghello. In particolare la squadra degli Juniores regionali 1970-1971 ottenne un buon successo, con 3 giocatori che poi si sarebbero affermati giocando in prima squadra fino a conquistare la Serie D: Pieraldo Dalle Carbonare, Mariano Farbis ed Enzo Manuzzato. Sempre insieme a Meneghello allenò gli Juniores del Malo (scoprendo il bomber Antonio Rondon) e anche per alcune annate le giovanili del Vicenza. Allenò anche la prima squadra del Thiene di Prima Categoria nella stagione 1984-1985.
Per la sua morte, avvenuta nel 2013 all'età di 76 anni, il Vicenza Calcio pubblica un messaggio di cordoglio in un comunicato stampa.